# Jerzy Chwalczewski

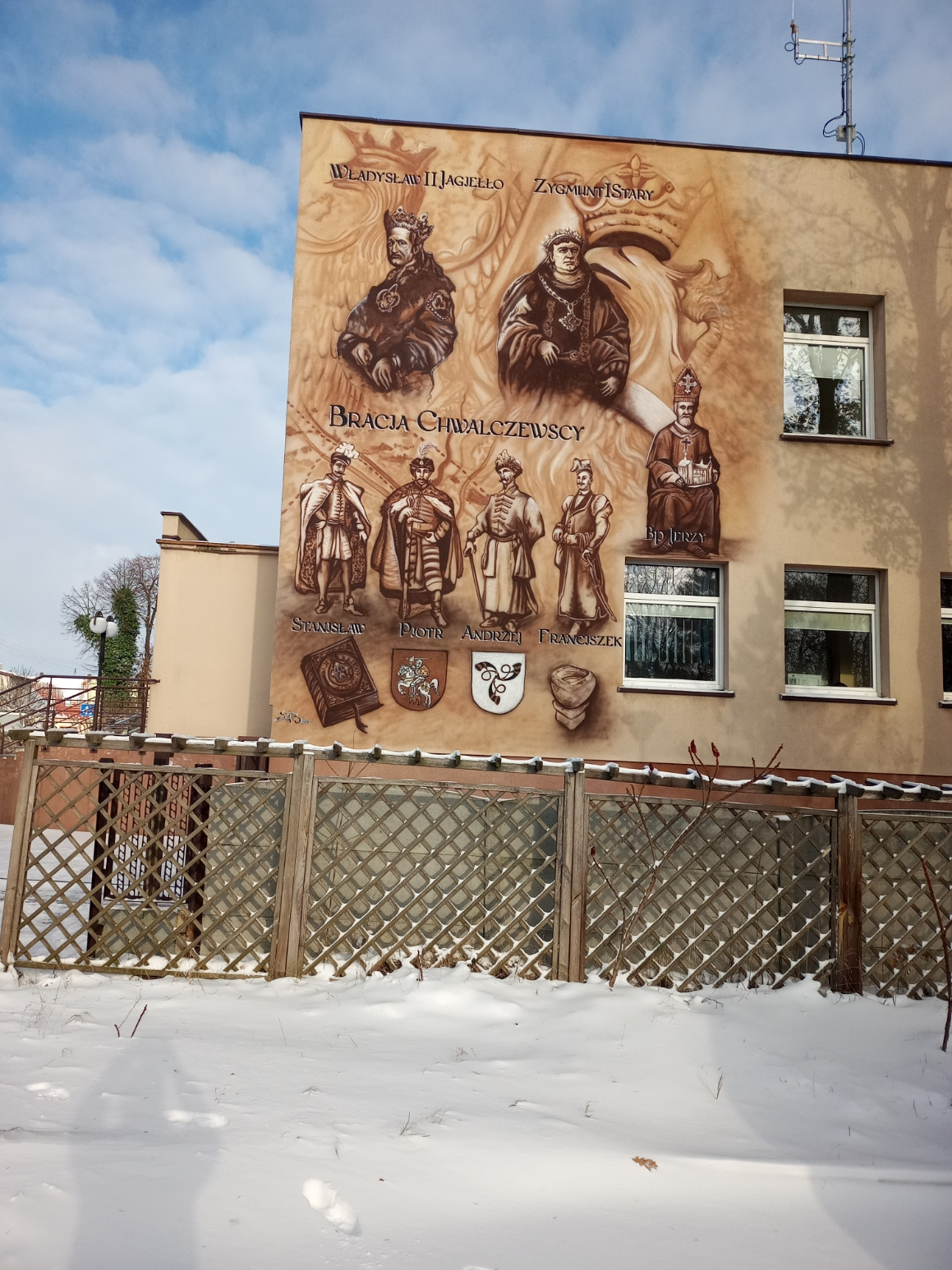
Mural w Raszkowie przedstawiający Władysława Jagiełło, Zygmunta Starego i braci Chwalczewskich (Jerzy jest najbardziej wysunięty na prawo)

Jerzy Chwalczewski lub Palczewski herbu Trąby (zm. 1549) – duchowny katolicki, kanonik i kantor wileński, biskup łucki.

## Życiorys
Brat Piotra i Stanisława Chwalczewskich. Pochodził z Raszkowa w obecnym powiecie ostrowskim.
W 1522 roku został podskarbim biskupa wileńskiego, Jana z książąt litewskich. Od ok. 1525 roku sufragan wileński i biskup tytularny metoneński.
Od 24 kwietnia 1536 biskup łucki. Zbudował m.in. katedrę w Łucku oraz zamek biskupi w lokowanym przez siebie w 1540 r. Torczynie. W 1542 roku zwołał synod diecezjalny przygotowujący duchowieństwo do walki z reformacją. Brał udział w pracach nad zjednoczeniem Korony Polskiej z Wielkim Księstwem Litewskim.